# Kleine renkoekoek
De kleine renkoekoek (Geococcyx velox) is een Noord-Amerikaanse koekoeksoort. Het is een van twee soorten renkoekoeken (Geococcyx).

## Kenmerken
De kleine renkoekoek lijkt qua uitzicht en gedrag op de grote renkoekoek (Geococcyx californianus) maar is kleiner en heeft een beduidend kortere snavel.

## Leefwijze
De kleine renkoekoek voedt zich met zaden, fruit, kleine reptielen en kikkers. Hij zoekt aan de randen van wegen naar grote insecten en overreden dieren.

## Verspreiding en leefgebied
Het verspreidingsgebied loopt van het zuidwesten van Mexico tot aan het westen van de Westelijke Sierra Madre; daarnaast ook in het noorden van Centraal-Amerika, en een disjunct verspreidingsgebied in het noorden van het schiereiland Yucatán.

## Status
De grootte van de populatie is in 2019 geschat op 0,5-5 miljoen volwassen vogels. Op de Rode lijst van de IUCN heeft deze soort de status niet bedreigd.  